# Noordse kosmogonie

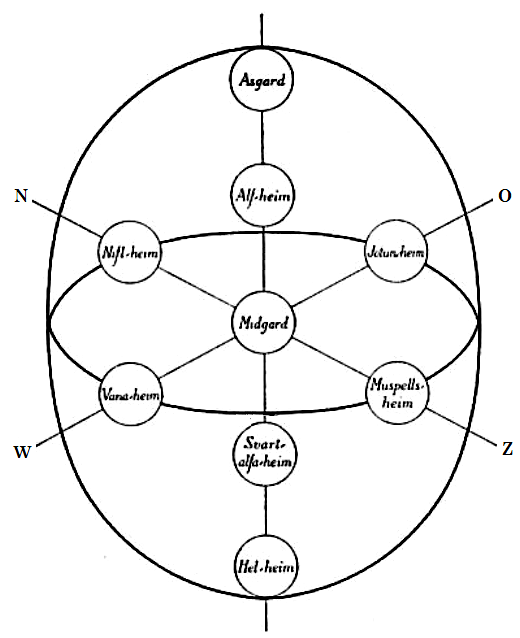
Diagram van de negen werelden ten opzichte van elkaar

De noordse kosmogonie beschrijft de structuur van het heelal en het ontstaan ervan, zoals dat in de noordse mythologie is overgeleverd.
In deze wereldstructuur of kosmogonie leven en evolueren elfen, goden, reuzen, mensen, dwergen en allerhande andere mythische wezens. Centraal in de noordse kosmogonie staat Yggdrasil, de 'Wereldboom', die zich door de negen werelden van het universum uitstrekt met aan zijn wortels drie magische bronnen:
- Mímisbrunnr (bron van Mímir)
- Urdarbrunnr (bron van Urd, oerbron)
- Hvergelmir (bron in Niflheim).

## De werelden in perspectief
Wanneer men de in de literatuur genoemde werelden in kaart brengt en hun relaties met elkaar aangeeft, dan krijgt men een overzichtelijk maar statisch beeld van het geheel, dat hier en daar tegenstrijdigheden lijkt te bevatten. Dat laatste komt dan voornamelijk omdat het ten eerste niet mogelijk is een meerdimensionaal beeld in een plat vlak weer te geven, en omdat ten tweede de tijdsdimensie daarin ontbreekt. Het blijkt immers dat de vroege denkers die de kosmologische visie van noordelijk Europa vastlegden ook reeds sterk gedreven werden door het idee van evolutie, zelfs op het macroscopisch niveau van de kosmos. Zo werden al deze werelden niet op een dag opgebouwd, maar gebeurde dit in opeenvolgende fasen. De volgorde van die fasen is niet af te leiden uit het statisch overzichtsbeeld, waar ze allemaal tegelijk in voorkomen. Men moet het met een tijdsperspectief aanvullen, dat langzaam bij het bestuderen van de Edda-literatuur naar voren komt.
Vanuit een bepaald perspectief bekeken wordt de samenhang van de negen werelden als volgt beschouwd:
1. Boven de aardse wereld: Muspelheim, Ljosalfheim en Asaheim.
2. Ter hoogte van onze aardse wereld: Jotunheim, Midgard en Vanaheim.
3. Onder deze wereld: Svartalfheim, Niflheim en Niflhel.

Vanuit een ander perspectief is de indeling enigszins anders.

### Hoogste werelden of Hemelen
- Alfheimr (Alfenheim), verblijf van Freyr

- Lichtelfenheim of Ljossalfheimr, land der Lichtelfen (Ljósalfar), mooi en licht, (tegenhangers van Dökkálfar beneden in de aarde, zwarter dan pek)

- Asgard (Asengaard): Thuishaven van het heersend godengeslacht van de Asen, midden in de wereld

- Idavoll: centrale bouwveld van Asgaard, enige wat er na Ragnarok van overblijft
  - Gladsheimr (Vreugdeheim): normale verblijfplaats van Odin met vergaderruimte voor de goden
    - Valaskjálf: grote plaats gebouwd door de goden en met zilver beslagen, met Hlidskjálf als uitzichtplaats voor Odin en twaalf andere godenzetels.
      - Valhöll of Walhalla (Gevallenenhal): Ruimte waar in de strijd gevallen helden in terechtkomen

    - Breidablik (Breedglans ): verblijf van Baldr
    - Nóatún: verblijf van Njördr (beheerder van het waaien van de wind, zee en vuur, afkomstig van de Vanen)
    - Glitnir (Glitter, Stralende): verblijfzaal van Forseti waar hij goddelijk recht spreekt met muren, stijlen en pilaren van rood goud en dak van zilver

  - Paleis Vingólf (Vriendelijk huis): zaal als heiligdom van de Asengodinnen
    - Fensalir: woonstee van Frigg
    - Fòlkvangr (Volkveld): Freya's verblijf
      - Sessrumnir (Zitruimten): grote mooie zaal van Freya (dochter van Njord) waar zij de helft van de doden ontvangt waar zij ten strijde trekt (andere helft is voor Odin)

    - Vidi, of Landwidi, Vidars Paleis uit bladeren gemaakt
    - Ydalir, Ullrs Paleis

  - Thrudheim grens van de hemel en de aarde
    - Bilskirnir: hal met 540 vertrekken van Thor

- Himinbjörg: einde van de hemel bij Bifröst, verblijf van Heimdallr (blaast Gjallarhoorn, te horen in alle werelden)
- Sökkvabekkr (Dieptebeek): plaats van Sága
- Urdarbrunnr: (Bron van Urd of Urdr)

- Bifröst (Schommelige hemelstraat), Asgard en Midgard verbindende regenboogbrug in drie kleuren, gemaakt door de goden van aarde naar hemel (regenboog). Rode kleur is vuur dat de bergreuzen uit de hemel houdt.

- Vanaheim (Wanenheim): Thuisland van het door de Asen bekampte godengeslacht der Wanen

Andlangr: tweede hemel in het zuiden boven Asgard
- Gimlé: Zaal aan zuidelijk uiteinde van de hemel, de allermooiste, zal er nog staan als hemel en aarde vergaan zijn (voor goede rechtschapen mensen)

Vidbláin: derde hemel, boven de tweede, met mogelijk Gimlé, waar nu (voor Ragnarok) alleen nog maar de Ljósalfar wonen.

### Middenwerelden
- Jötunheim, o.a. Totunheim, Thuisland der reuzen (namelijk Thursen en Jötun), dat rond Midgard ligt

- Gastropnir
- Thrymheim, Skadi's Paleis en verblijf van Þrymr en de rijm- of ijsreuzen
- Útgard, de schier onbewoonde buitenwereld van de Midgard

- Midgard, Thuisland van de Mensen
- Nidavellir of Svartalfheim, Thuisland der Svartalfer of dwergen

- Mímisbrunnr (bron van Mímir)

### Onderwerelden
- Helheim, het dodenrijk waar Hel heerst

- Nástrond, lijkenstrand, waar Nidhoggr er het bloed uit zuigt
- Onderwereld der Asen bij de Äsir stroom

- Muspelheim, de vuurwereld, Thuisland der vuurreuzen

- Himthusen (ooit de Ginnungagap geweest)

- Niflheim, Thuisland van de vorstreuzen, rijk van puur ijs, nevel en diepste duisternis, wereldbegin en dodenrijk

- Gnipahellir een voorportaal naar Niflheim als dodenrijk
- Hvergelmir, oerbron, ligt onder Niflheim
- Gjoll, de dodenrivier die eruit ontspringt

## Relatiediagram
Met uitzondering van Midgard (de middenwereld van de mensen) die evenwicht vertegenwoordigt, kunnen de overige werelden volgens tegengestelde principes gegroepeerd worden:
| Wereld     | Tegengestelde wereld | tegenstelling                         |
| ---------- | -------------------- | ------------------------------------- |
| Muspelheim | Niflheim             | Vuur, Warmte / IJs, Kou               |
| Asgard     | Helheim              | Paradijs, Heil / Hel, Verdoemenis     |
| Vanaheim   | Jötunheim            | Schepping, Orde / Vernietiging, Chaos |
| Alfheim    | Svartalfheim         | Licht / Duister                       |

De namen van deze werelden hebben heim (rijk, wereld, verblijfplaats) tot suffix en soms gard (aarde).
In het tweede geval bestaat altijd een plaats met dezelfde naam die in het centrum van de wereld is gelokaliseerd. Actueel onderzoek dat zich op de oudste bronnen baseert suggereert dat de negen werelden eerst allemaal op heim eindigden (Midgard werd dan Mannheim genoemd en Asgard Godheim). De verwarring zou ontstaan zijn omdat sommige auteurs de plaatsnaam van plaatsen binnen bepaalde werelden gingen verwisselen met de naam van die werelden zelf.

## De tijdsdimensie
Er is een duidelijk evolutionair verloop in de noordse kosmogonie. Het kosmisch verhaal heeft een begin en een einde binnen een eeuwigheidsgegeven. Zowel het ontstaan als het vergaan van de kosmos worden gemarkeerd door bepaalde beeldvoorstellingen. Daartussenin verlopen dan nog eens meerdere fasen van opbouw, instandhouding en afbraak. Maar reeds voor het gemarkeerde begin was er een continuïteit in de vorm van een gapende leegte, en na het einde is er aanwijzing voor het starten van een nieuwe cyclus, al wordt die zelf niet verder beschreven of ingevuld.

### Kosmisch begin
Er wordt uitgegaan van een niet nader bepaalde gapende leegte, Ginnungagap genaamd. Zij is zo ontzettend ruim dat ze blijkbaar alle gigantisch grote werelden kan bevatten. In dit absoluut vacuüm bestaan twee aan elkaar tegengestelde extreme toestanden. De ene is die van ontzettend koude oernevelen, Niflheim, de andere die van de ontzettend hete kolkende gassen, Muspelheim. Waar beide samen komen ontstaat de eerste materialisatie en differentiatie. De Ginnungagap bestaat daarna niet meer zoals eerst en wordt vanaf dan Himthusen genoemd.
Binnen deze structuur ontstaan gigantische wezens (met Ymir als eerste), waaruit al vrij vroeg ook de goden voortkomen.

### Ontstaan van de oerwerelden
Het ziet ernaar uit dat eerst de onderwerelden zijn ontstaan, daarna de bovenwereld en pas dan de middenwereld daar tussenin, al gaat de interne evolutie en verdere opsplitsing van deze oerwerelden intussen door, zodat zij ook deels in de tijd elkaar overlappen. Er is daarbij ook interactie. Zo kan bijvoorbeeld een Walhalla in Asgaard pas functioneren nadat er ook helden op de middenwereld zijn, en dus deze middenwereld of Midgard zelf is ontstaan. In de andere richting vertrekken pas dan ook dode mensenzielen (maar iets eerder al ook sommige later ontstane goden en reuzen) naar de onderwerelden van het oude Niflheim en het meer recent ontstane Helheim.
De Midgaard kon pas ontstaan nadat daarvoor materiaal voorhanden was enerzijds (Ymir) en vormende krachten (Asen en Wanen) anderzijds, die wisten hoe ze met het materiaal moesten omgaan. Pas dan kon ook de mens worden geschapen.

### Verval en instorting van de wereldstructuur
Ten slotte komt Yggdrasil zodanig onder druk te staan dat deze allesverbindende wereldstructuur gevaarlijk gaat trillen en beven en ten slotte helemaal in stukken breekt. Op dat moment raakt de scheiding tussen de wereldstructuren teniet en krijgen de reusachtige oerkrachten opnieuw vrij spel. Dit wordt voorgesteld door het beeld van de bewoners van Jötunheim die de delicate verbindingsbrug Bifröst bestormen en onder hun gewicht doen instorten. De goden zelf worden door hen aangepakt en grotendeels vernietigd. Dit hele gebeuren wordt verteld in het verhaal van de Ragnarok, de teloorgang van de heersende machten, zowel de goden als de reuzen.
Aan dit glorieloze chaotische einde ging een lange periode vooraf van overgang van 'zomer' naar 'winter', de Fimbulvetr.

### Heropstanding
Er zullen nog veel hallen over zijn om de zielen van de overledenen te huisvesten. Volgens de Proza-Edda bestaat er een andere hemel ten zuiden van Asgard, Andlang genaamd, en een derde nog verder daarbovenuit, Vidblain genoemd. Het zijn ruimten die beschut zijn tegen Surtrs vuur. Volgens beide Edda's is de beste plaats na de Ragnarok Gimle, een gebouw fraaier dan de zon, met gouden dak, in de hemel. Daar leven de goden in vrede met zichzelf en met elkaar. Daar zal een hal Brimir zijn, een hal op Okolnir (‘nooit koud’), waar veel goede drank wordt geschonken.

En dan zal er ook nog Sindr zijn, een excellente halruimte, helemaal uit roodgoud gemaakt op Nidafjoll (de ‘donkere bergen’). Daarin zullen de zielen van de rechtschapenen huizen.

De Proza Edda vermeldt ten slotte nog Náströnd (‘lichaamstrand’ of lijkenstrand). Een even wijde als ongunstige plaats in de onderwereld, waar geen zonlicht doordringt, met alle deuren op het noorden, muren en daken van gevlochten slangen gemaakt, met de koppen naar binnen, die zo veel gif spuwen dat het er als rivieren door stroomt. Dat is de plaats waar eedbrekers, moordenaars en beroepsflirters voor eeuwig doorheen moeten waden.
En op de ergste plaats van alle, Hvergelmir, de kosmische Ruisende Ketel, zal de draak Nidhoggr - nog een overlevende macht van de Ragnarok - de lichamen van de overledenen de duivel aandoen door hun bloed te zuigen.
Toch is er in het hele verhaal reeds een kiem voor verdere evolutie aanwezig. De wereldboom Yggdrasil is zelf niet totaal vernietigbaar en bewaart diep in zijn vezels bij zijn uiterlijke instorting nog een kiem van leven. Hij zal opnieuw uitgroeien en met hem nieuwe wezens die een nieuwe 'frisgroene wereld' zullen helpen uitbouwen. Daarin zijn de 'fouten' die in de vorige cyclus tot de ondergang leidden (zie Voorspel tot de Ragnarok) niet meer aanwezig. De visie is dus op (zeer) lange termijn optimistisch.